# Blake Speers
Blake Speers (* 2. Januar 1997 in Sault Ste. Marie, Ontario) ist ein kanadischer Eishockeyspieler, der zuletzt bis zum Ende der Saison 2023/24 bei den Belfast Giants aus der britischen Elite Ice Hockey League (EIHL) unter Vertrag gestanden und dort auf der Position des Centers gespielt hat. Zuvor absolvierte Speers unter anderem über 200 Spiele in der American Hockey League (AHL) und stand darüber hinaus in weiteren fünf Partien für die New Jersey Devils sowie Arizona Coyotes in der National Hockey League (NHL) auf dem Eis.

## Karriere
Speers spielte bis 2013 für zahlreiche Klubs rund um seine Geburtsstadt Sault Ste. Marie, ehe er zur Saison 2013/14 in die Ontario Hockey League (OHL) zu den Sault Ste. Marie Greyhounds wechselte. Dort spielte der Mittelstürmer drei Jahre lang und wurde nach seiner Rookiespielzeit ins First All-Rookie Team der Liga gewählt. Im NHL Entry Draft 2015 wurde er in der dritten Runde an 67. Position von den New Jersey Devils aus der National Hockey League ausgewählt, die ihn im September 2016 unter Vertrag nahmen. Durch gute Leistungen im saisonvorbereitenden Trainingslager erarbeitete er sich einen Platz im Kader der Devils zu Beginn der Spielzeit 2016/17 und feierte am 13. Oktober 2016 schließlich sein Pflichtspieldebüt. Nach insgesamt drei NHL-Einsätzen schickten ihn die Devils jedoch zur weiteren Entwicklung zurück zu den Greyhounds in die OHL. Nach dem Ende der OHL-Saison 2016/17 stand er zudem bei zwei Playoff-Spielen der Albany Devils, dem Farmteam New Jerseys, in der American Hockey League (AHL) auf dem Eis. Die Albany Devils wechselten zur Folgesaison nach Binghamton und firmieren dort fortan als Binghamton Devils, bei denen Speers weiterhin zum Einsatz kam, ohne erneut in den NHL-Kader berufen zu werden.
Schließlich gaben ihn die Devils im Dezember 2019 samt Taylor Hall an die Arizona Coyotes ab. Im Gegenzug erhielten die Devils die Nachwuchsspieler Nick Merkley, Nate Schnarr und Kevin Bahl, ein konditionales Erstrunden-Wahlrecht für den NHL Entry Draft 2020 sowie ein ebenso konditionales Drittrunden-Wahlrecht für den NHL Entry Draft 2021. Nachdem er in drei Jahren bei den Coyotes nur auf zwei NHL-Einsätze gekommen war, wechselte er im August 2022 erstmals nach Europa, wo er sich für eine Saison dem Västerås IK aus der Allsvenskan anschloss. Da sein Vertrag über den Sommer 2023 hinaus nicht verlängert worden war, blieb der Kanadier danach mehrere Monate ohne Verein. Erst Anfang Februar 2024 fand er in den Belfast Giants aus der britischen Elite Ice Hockey League (EIHL) einen neuen Arbeitgeber für den Rest der Saison 2023/24.

### International
Speers spielte bei der World U-17 Hockey Challenge 2014 für das Team Canada Ontario, mit dem er den fünften Platz belegte. In fünf Turnierspielen erzielte er dabei sechs Scorerpunkte. Des Weiteren gehört er zum kanadischen Kader bei der U20-Junioren-Weltmeisterschaft 2017, wo er die Silbermedaille errang.

## Erfolge und Auszeichnungen
- 2014 OHL First All-Rookie Team
- 2015 Teilnahme am CHL Top Prospects Game
- 2017 Silbermedaille bei der U20-Junioren-Weltmeisterschaft

## Karrierestatistik
Stand: Ende der Saison 2023/24

### International
Vertrat Kanada bei:
- World U-17 Hockey Challenge Januar 2014
- U20-Junioren-Weltmeisterschaft 2017

(Legende zur Spielerstatistik: Sp oder GP = absolvierte Spiele; T oder G = erzielte Tore; V oder A = erzielte Assists; Pkt oder Pts = erzielte Scorerpunkte; SM oder PIM = erhaltene Strafminuten; +/− = Plus/Minus-Bilanz; PP = erzielte Überzahltore; SH = erzielte Unterzahltore; GW = erzielte Siegtore; 1 Play-downs/Relegation; Kursiv: Statistik nicht vollständig)